# Hubert Houben (historien)
Hubert Houben (né le 4 février 1953 à Heinsberg en Rhénanie, Allemagne) est un historien germano-italien spécialiste de l'Italie médiévale.

## Biographie
Il est notamment connu pour ses travaux sur le royaume de Sicile à l'époque normande (1130–1194) puis souabe (1194–1266). Résidant à Lecce en Italie depuis 1980, il a acquis la nationalité italienne en 1988.
Après avoir enseigné à l'université de Potenza (1983–1984) et à l'université de Bologne (1992–1994), Hubert Houben est depuis 2001 professeur d'histoire médiévale à l'université du Salente.
Il collabore avec l’Istituto dell'Enciclopedia Italiana et a publié plusieurs biographies et articles pour le Dizionario Biografico degli Italiani et pour l’Enciclopedia fridericiana (it).
Hubert Houben est également membre correspondant de l'Académie pontanienne et membre de la « Société pour l'étude des Croisades et de l'Orient latin » (Society for the Study of the Crusades and the Latin East) (SSCLE).

## Ouvrages sélectifs
- Roger II. von Sizilien. Herrscher zwischen Orient und Okzident. Wissenschaftliche Buchgesellschaft, Darmstadt 1997.  (ISBN 978-3-89678-024-9)
  - trad. italienne : Ruggero II di Sicilia. Un sovrano tra Oriente e Occidente. Laterza, Roma u. a. 1999.  (ISBN 88-420-5900-5)
  - trad. anglaise : Roger II of Sicily : A Ruler Between East and West, Cambridge University Press, 2002.  (ISBN 0521655730)
- Kaiser Friedrich II. (1194-1250). Herrscher, Mensch und Mythos, Kohlhammer, Stuttgart, 2008.  (ISBN 978-3-89678-024-9)
  - trad. italienne : Federico II. Imperatore, uomo, mito, Il Mulino, 2009.  (ISBN 978-88-15-13338-0)
- Normanni tra Nord e Sud. Immigrazione e acculturazione nel Medioevo. Di Renzo, Roma 2003,  (ISBN 88-8323-061-2)
- Mezzogiorno normanno-svevo. Monasteri e castelli, ebrei e musulmani, Liguori, 1996.  (ISBN 8820726246)